# William Stanhope (1. hrabia Harrington)
William Stanhope, 1. hrabia Harrington (ur. 1690, zm. 8 grudnia 1756 w Londynie) – brytyjski arystokrata, polityk i dyplomata.

## Życiorys

### Kariera w dyplomacji
Jego ojcem był John Stanhope of Elvaston, bratem zaś Charles Stanhope (1673–1760), aktywny polityk za panowania Jerzego I Hanowerskiego. Przodek Williama John Stanhope (zm. 1638), był bratem przyrodnim Philipa Stanhope’a, 1. hrabiego Chesterfield. Kształcony w Eton College, William Stanhope zaciągnął się do armii podczas wojny o sukcesję hiszpańską, lecz szybko zajął się dyplomacją jako reprezentant Wielkiej Brytanii w Madrycie (1717–1718, w randze ambasadora) i Turynie (1718–1719, jako poseł).
Gdy w roku 1720 podpisano pokój między Hiszpanią a Wielką Brytanią, Stanhope został brytyjskim ambasadorem w Hiszpanii, gdzie działał do marca 1727 r., budując sobie dobry wizerunek jako specjalista od trudnych spraw międzynarodowych.
W kwietniu 1726 roku w ambasadzie brytyjskiej w Madrycie schronił się minister w niełasce Juan Guillermo Ripperdá. Stanhope zapytał go czy jest podejrzany o jakieś przestępstwo, na co Ripperda odpowiedział, iż boi się jedynie ataku tłumu. Stanhope pozwolił mu na razie zostać w ambasadzie, po czym wystarał się o audiencję u króla Filipa, który pochwalił postępowanie dyplomaty. Kazał mu jedynie obiecać, że nie pozwoli Ripperdzie uciec. Jednak nieco później Rada Kastylii (Consejo de Castilla) uznała, że Ropperda dopuścił się „obrazy majestatu”, i że wyprowadzenie go siłą z ambasady nie będzie sprzeczne z prawem narodów. Uczynił to nazajutrz alkad (alcalde – burmistrz) Madrytu w asyście 60 gwardzistów. Wywiązała się korespondencja, w której strona brytyjska nie zaprzeczyła prawomocności zatrzymania, lecz uchybiono ambasadorowi wywlekając ministra z ambasady, bez wystosowania prośby do Brytyjczyka o wydanie go. Już w XVII wieku obowiązywał w Hiszpanii zakaz poszukiwania azylu w innych miejscach niż sakralne, który to zapis skopiowali Portugalczycy w połowie XVIII wieku. Ripperda został zaaresztowany i zamknięty w zamku w Segowii, z którego zresztą dwa lata potem zbiegł.
W 1729 uczestniczył w rozmowach, które uwieńczył Traktat Sewilski między Francją, Hiszpanią i Wielką Brytanią. Za te zasługi uczyniono go baronem Harrington w styczniu 1730.

### Kariera polityczna
Od 1715 Stanhope zasiadał w brytyjskiej Izbie Gmin jako reprezentant okręgu Derby. Okręg ten reprezentował do 1722 r. W 1727 został deputowanym z okręgu Steyning, ale jeszcze w tym samym roku uzyskał mandat z okręgu Derby, który piastował do momentu swojej kreacji na para Wielkiej Brytanii w 1730 r. W latach 1727–1730 był wiceszambelanem Dworu Królewskiego.
Jeszcze w 1730 został mianowany ministrem północnego departamentu, a jego przełożonym był tylko sir Robert Walpole. Stanhope zastąpił na tym stanowisku szwagra Walpole’a lorda Townshenda. Stanhope i Jerzy II Hanowerski chcieli pomóc cesarzowi Karolowi VI przeciw Francuzom, podczas gdy Robert Walpole. Harrington pozostał na stanowisku ministra aż do upadku Walpole’a w roku 1742, kiedy to otrzymał tytuły hrabiego Harrington i wicehrabiego Petersham, oraz został przeniesiony na urząd Lorda Przewodniczącego Rady.
W 1744 r. Harrington powrócił na stanowisko ministra północnego departamentu. Wkrótce utracił jednak łaski królewskiego, co spowodowało, że w październiku 1746 r. zrezygnował ze stanowiska i wyjechał do Irlandii, gdzie został Lordem Namiestnikiem. Piastował to stanowisko do 1751 r.

## Rodzina
Około 1718 r. poślubił Anne Griffith (zm. 18 grudnia 1719), córkę pułkownika Edwarda Griffitha i Elizabeth Lawrence, córki Thomasa Lawrence’a. William i Anne mieli razem dwóch synów:
- William Stanhope (18 grudnia 1719 – 1 kwietnia 1779), 2. hrabia Harrington
- Thomas Stanhope (18 grudnia 1718 – 12 stycznia 1743)